# Blue Dog Coalition

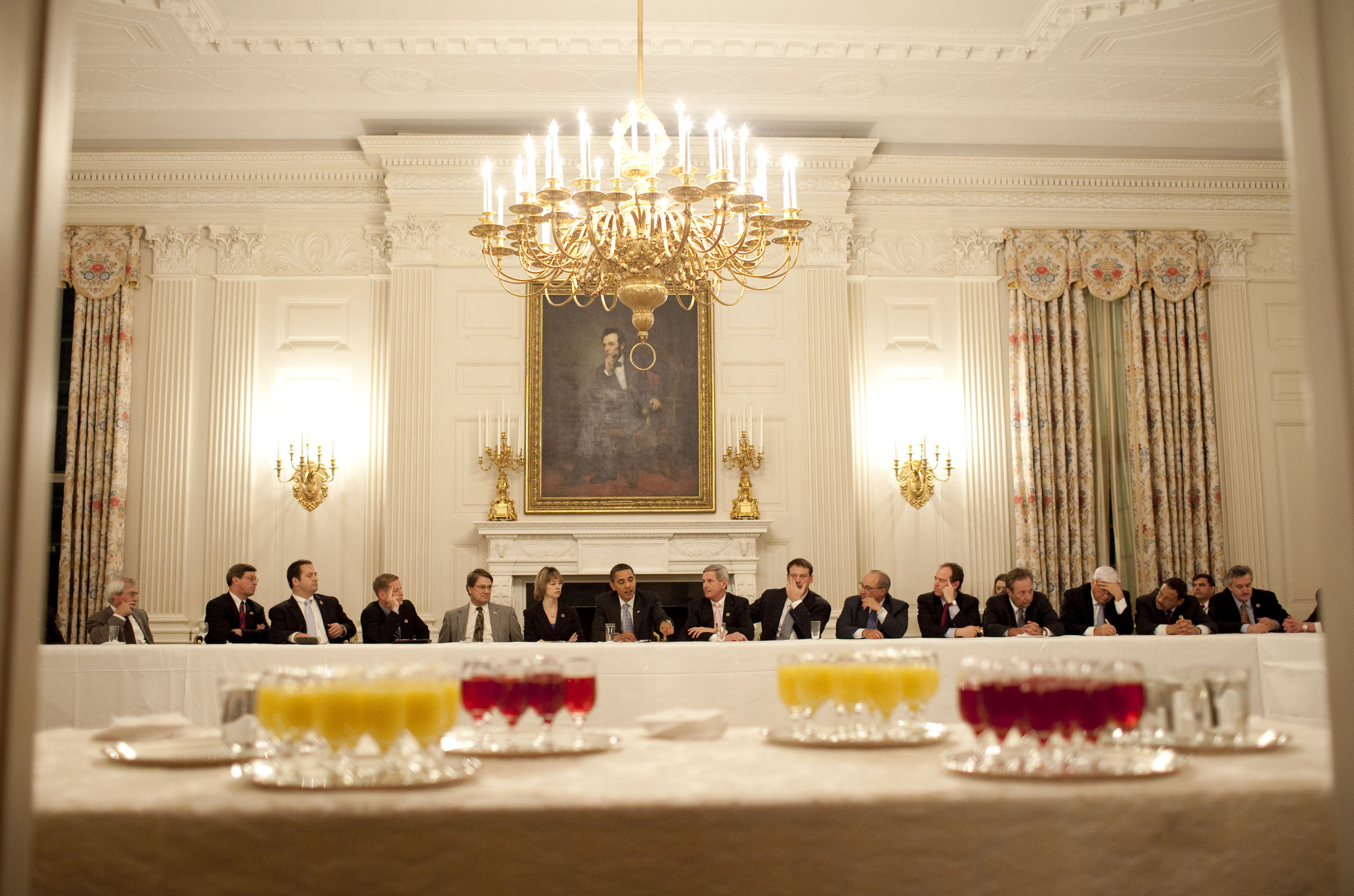
Präsident Barack Obama bei einem Treffen mit Mitgliedern der Blue Dog Coalition im Weißen Haus (2009)

Die Blue Dog Coalition ist ein Bündnis von finanz- und gesellschaftspolitisch konservativ eingestellten Abgeordneten der Demokratischen Partei in den Vereinigten Staaten. Im Repräsentantenhaus ist diese Gruppe eine der drei großen Koalitionen neben der New Democrat Coalition und dem Congressional Progressive Caucus in der demokratischen Fraktion (House Democratic Caucus).

## Programmatik
Die Blue Dog Coalition besteht aus konservativen demokratischen Kongressabgeordneten aus allen Regionen der USA, mehrheitlich jedoch aus den konservativen Südstaaten. Ihr politischer Fokus liegt auf Finanzthemen, in welchen sie einen konservativen Standpunkt vertreten (fiscal conservative). Sie versuchen, ein ausgeglichenes Budget zu erreichen und die Staatsverschuldung zu senken. Die Blue Dogs wollen eine Brücke zwischen linken und rechten Positionen im Kongress herstellen.
Der Konterpart auf Seiten der Republikaner ist die Republican Main Street Partnership; eine Gruppe von republikanischen Politikern, die sich als weniger konservativ und mehr an der politischen Mitte als die anderen innerparteilichen Strömungen sehen. Zum Teil gibt es aufgrund der ideologischen Nähe auch direkte Verbindungen zwischen Mitgliedern beider Gruppen.

## Geschichte
Die Koalition wurde im Jahr 1994 gegründet, als im 104. Kongress die Republikaner zum ersten Mal seit den 1950er Jahren die Mehrheit der Abgeordneten in beiden Kammern stellten.
Blue Dogs sind häufig verantwortlich, wenn die Demokraten ein Mandat von den Republikanern erobern können, so z. B. 2004 in Kentucky. Bei den Wahlen 2010 verloren die im 111. Kongress mit 54 Abgeordneten vertretenen Blue Dog Democrats zahlreiche Sitze und waren im 112. Kongress noch mit 26 Abgeordneten vertreten. Die Wahlen 2012 reduzierten die Anzahl der Blue-Dog-Abgeordneten noch einmal fast um die Hälfte auf 14.

## Namensgebung
Es gibt mehrere Erklärungen für den Namen. Eine davon ist die, dass der Ausdruck blue dog auf die ersten Treffpunkte der Gruppe, Büros von Abgeordneten aus Louisiana, zurückgehen, in denen Bilder des Cajun-Künstlers George Rodrigue hingen, die blaue Hunde als Motiv hatten. Eine andere bezieht sich auf die Redensart, dass bestimmte Wähler „sogar einen gelben Hund wählen würden, wenn er als demokratischer Kandidat anträte“.

## Mitglieder

### Im 117. Kongress

Wahlkreise, in denen bei den Wahlen zum Repräsentantenhaus 2020 Demokraten der Blue Dog Coalition gewählt wurden

Die Liste der 18 Mitglieder der Blue Dog Coalition im Repräsentantenhaus mit ihrem Wahlbezirk im 117. Kongress:
- Tom O’Halleran (AZ-1), stellvertretender Vorsitzender für Kommunikation

- Mike Thompson (CA-5)
- Lou Correa (CA-46)
- Jim Costa (CA-16)

- Charlie Crist (FL-13)
- Stephanie Murphy (FL-07), stellvertretende Vorsitzende für Verwaltung

- David Scott (GA-13)
- Sanford Bishop (GA-02)

- Ed Case (HI-01), stellvertretender Vorsitzender für inhaltliche Politik

- Brad Schneider (IL-10)

- Jared Golden (ME-02)

- Josh Gottheimer (NJ-5)
- Mikie Sherrill (NJ-11)

- Kurt Schrader (OR-05)

- Jim Cooper (TN-05)

- Henry Cuellar (TX-28)
- Vicente Gonzalez (TX-15)

- Abigail Spanberger (VA-07)

### Im 112. Kongress (Wahl 2010)

Wahlkreise, in denen bei den Wahlen zum Repräsentantenhaus 2010 Demokraten der Blue Dog Coalition gewählt wurden

Die Liste der 26 Mitglieder der Blue Dog Coalition im Repräsentantenhaus mit ihrem Wahlbezirk im 112. Kongress:
- Jason Altmire (PA-4)
- Joe Baca (CA-43)
- John Barrow (GA-12), stellvertretender Vorsitzender für inhaltliche Politik
- Sanford Bishop (GA-2)
- Dan Boren (OK-2), Fraktionsvorsitzender
- Leonard Boswell (IA-3)
- Dennis Cardoza (CA-18)
- Ben Chandler (KY-6)
- Jim Cooper (TN-5)
- Jim Costa (CA-20)
- Henry Cuellar (TX-28)
- Joe Donnelly (IN-2)
- Gabrielle Giffords (AZ-8)
- Tim Holden (PA-17)
- Jim Matheson (UT-2)
- Mike McIntyre (NC-7)
- Mike Michaud (ME-2)
- Collin Peterson (MN-7)
- Mike Ross (AR-4), stellvertretender Vorsitzender für Kommunikation
- Loretta Sanchez (CA-47)
- Kurt Schrader (OR-5)
- David Scott (GA-13)
- Heath Shuler (NC-11), stellvertretender Vorsitzender für Verwaltung
- Mike Thompson (CA-1)

Gabrielle Giffords legte ihr Mandat nach dem Attentat von Tucson im Januar 2012 nieder; auch Dennis Cardoza trat noch vor Ende der Legislaturperiode zurück. Dan Boren, Mike Ross und Heath Shuler verzichteten auf eine erneute Kandidatur; Jason Altmire und Tim Holden wurden nicht erneut nominiert. Joe Baca, Larry Kissell, Leonard Boswell und Ben Chandler verloren die Wiederwahl. Joe Donnelly wechselte in den Senat. Einziges neues Mitglied der Gruppe im 113. Kongress war Pete Gallego aus dem 23. Bezirk von Texas.